# Сердюков, Михаил Леонидович
Михаи́л Леони́дович Сердюко́в (род. 20 ноября 1951, Кропоткин, Краснодарский край) — российский предприниматель, меценат, основатель и генеральный директор строительно-архитектурной мастерской ООО «Компания „СМиК“», руководитель всероссийского патриотического проекта «Аллея Российской Славы». Почётный гражданин города Кропоткина (2010).

## Биография
Михаил Сердюков родился 20 ноября 1951 года в городе Кропоткине Краснодарского края.
В 1998 году, вместе со своим младшим братом Сергеем, основал в городе Кропоткине строительно-архитектурную мастерскую садово-парковой архитектуры — ООО «Компания „СМиК“», на базе которой в 2008 году был развёрнут благотворительный патриотический проект «Аллея Российской Славы» объединивший под своим началом лучших российских скульпторов, таких как: Сергей Олешня, Анатолий Дементьев, Александр Аполлонов, Иван Черапкин, Салават Щербаков, а также других скульпторов из разных городов России. В рамках проекта, только к 2017 году, было установлено более 1000 бесплатных бюстов, скульптур и памятных знаков в разных уголках России, Украины, Белоруссии, Германии и США.
Помимо основной деятельности, в 2010 году Михаил Сердюков учредил в Краснодаре жилищно-строительный кооператив «Наутилус» и ТСЖ «Дом на Бабушкина».
Существенную часть дохода своих компаний Михаил Сердюков направляет на благотворительность, в частности на осуществление проектов «Аллея Российской Славы» и «Аллея русских сказок». В 2016 году основал благотворительный фонд социальной реабилитации детей «Тампаро» зарегистрированный в городе Кропоткине.
Является членом Попечительского совета Международной благотворительной общественной организации «Центр социальной поддержки соотечественников» (МБОО ЦСПС).
В родном городе Кропоткине принимал участие в реконструкции городского парка культуры и отдыха. Его стараниями были установлены памятники Екатерине Великой и воину освободителю, открыта аллея Героев Российской Славы с бюстами полководцев, фонтаны, малые скульптуры. Одной из добрых традиций, поддержанных Михаилом Леонидовичем в преддверии Дня Победы, стало возведение в Кавказском районе памятников, увековечивающих события Великой Отечественной войны.
В январе 2013 года, благодаря усилиям и финансовым средствам Михаила Сердюкова, в центре Краснодара возродился Дом творчества Владимира Высоцкого. В Доме-музее не берется плата за экскурсии и просмотр фильмов. Содержится музей исключительно за счёт средств мецената.
Большую помощь Михаил Леонидович Сердюков оказывает и делу патриотического воспитания подрастающего поколения. По его инициативе с 2019 г. на безвозмездной основе устанавливаются памятники великих русских флотоводцев, адмиралов в стенах филиала Нахимовского военно-морского училища (Севастопольского президентского кадетского училища).
Михаил Сердюков является автором проекта «Аллея российской славы», в рамках которого на территории России было установлено более 1000 бюстов выдающихся соотечественников. За пределами России на территории военного городка российского миротворческого контингента под Степанакертом (Ханкенди) 10 ноября 2021 года была открыта Аллея российской славы в честь первой годовщины со дня ввода миротворческого контингента в Нагорный Карабах. На ней установлены бюсты 10 выдающихся деятелей истории и культуры России — Александра Невского, Дениса Давыдова, Михаила Лермонтова, Гавриила Державина, Александра Пушкина, Николая Карамзина, Льва Толстого, Антона Чехова, Василия Шукшина и Михаила Шолохова. Аллею открыли заместитель командующего войсками Южного военного округа генерал-лейтенант Рустам Мурадов и командующий миротворческим контингентом РФ в Нагорном Карабахе генерал-лейтенант Геннадий Анашкин.

## Награды
- Орден Святой Анны III степени (указ № 4/АІІ-АІІI-2011 от 28.02./13.03.2011 г., Мадрид, Российский императорский дом в эмиграции) — в воздаяние заслуг перед Отечеством и Российским Императорским Домом и во свидетельство особого Нашего благоволения[9];
- Орден «За заслуги перед соотечественниками» II степени (2011 г., МБОО ЦСПС) — за заслуги перед обществом, полезные труды на благо Отечества, общественную и благотворительную деятельность[10];
- Медаль «За вклад в сохранение национальных традиций» (26.09.2015 г., Саратов)[11][12];
- Национальная премия «Хрустальный компас» (2018 г.) — за реализацию проекта «Аллея Российской Славы» направленного на возрождение патриотического духа народа российского[13];
- Благодарность Главы Кабардино-Балкарской Республики (от 03.12.2013 г.) — за личное участие в реализации патриотических идей и осуществлении лучших гуманистических задач в Кабардино-Балкарской Республике[14];
- Почётное звание «Почётный гражданин города Кропоткина» (решение Совета Кропоткинского ГП от 22.09.2010 г.)[15].
- Почётный знак Губернатора Саратовской области (01.04.2015)[16]